# Winnertzia pictipes
Winnertzia pictipes är en tvåvingeart som först beskrevs av Jean-Jacques Kieffer 1896.  Winnertzia pictipes ingår i släktet Winnertzia och familjen gallmyggor.
Artens utbredningsområde är Frankrike. Inga underarter finns listade i Catalogue of Life.